# Minuartia wettsteinii
Die Minuartia wettsteinii ist eine Pflanzenart aus der Gattung der Mieren (Minuartia) in der Familie der Nelkengewächse (Caryophyllaceae).

## Beschreibung
Minuartia wettsteinii ist ein ausdauernder Halbstrauch, der Wuchshöhen von 6 bis 15 Zentimeter erreicht. Die Pflanze ist kahl und bildet nur wenige Blüten. Die Blätter sind lineal, stumpflich und blaugrün. Die Kelchblätter sind länglich, stumpf, fünfnervig, leicht fleischig und 4 bis 5 Millimeter lang. Die Krone ist um 2 Millimeter länger als der Kelch.
Die Blütezeit reicht von Mai bis Juli.
Die Chromosomenzahl beträgt 2n = 26.

## Vorkommen
Minuartia wettsteinii ist auf Kreta in der Präfektur Lasithi endemisch. Die Pflanze wächst auf Kalkfelsfluren in Höhenlagen von 1100 bis 1400 Meter.